# FAS Naoussa
Maillots
Le Filoproodeftikos Athlitikos Syllogos Naoussa (en grec moderne : Φιλοπροοδευτικός Αθλητικός Σύλλογος Νάουσα), plus couramment abrégé en FAS Naoussa, est un club grec de football fondé en 1962 et basé dans la ville de Náoussa, dans la région grecque de Macedoine.

## Histoire
Le club a été fondé le 5 août 1962, après la fusion entre l'AO Pannaoussaikos et l'Olympiakos Náoussa, un club qui existait depuis 1934.
Il joue ses matchs à domicile au stade national de Naoussa.
Naoussa a formé de grands joueurs tels que Panagiotis Tsalouchidis et Vasilios Tsiartas. Il n'a disputé qu'une seule saison au sein de l'élite grecque (l'Alpha Ethniki), lors de la saison 1993-1994, mais n'a pas su rester au niveau et joue désormais à un niveau plus modeste. Le club a obtenu une promotion en Delta Ethniki, le 4e niveau grec pour la saison 2009-2010.

## Palmarès
| Compétitions nationales                                                                                     |
| --- |
| - Championnat de Grèce D2 (1) : - Champion : 1992-93. - Championnat de Grèce D4 (1) : - Champion : 1990-91. |

## Personnalités du club

### Présidents du club
- Apostolos Bekas

### Entraîneurs du club
| - Giannis Mantzourakis (1990) - Kostas Karapatis (1993 - 1994) - Christos Yfantidis (1994) | - Kostas Malioufas (1996 - 1999) - Stavros Diamantopoulos (1999 - 2000) - Vasilis Antoniadis (2000) | - Dimitrios Christoforidis - Vaggelis Ntisios |

### Grands joueurs du club
- Vassilis Lakis
- Panagiotis Tsalouchidis
- Vasilios Tsiartas